# バルダーズ・ゲート (コンピュータゲーム)
バルダーズ・ゲート（Baldur's Gate）は、1998年にバイオウェアによって開発され、Black Isle StudiosとInterplay Entertainmentから発売されたコンピュータゲーム。

## 概要
本作は、テーブルトークRPG（TRPG）のダンジョンズ&ドラゴンズ（D&D）を基にしたコンピュータRPG（CRPG）。作品世界はフォーゴトン・レルムであり、主な舞台は惑星アビア・トリルのフェイルーン大陸西方「ソード・コースト」周辺で、タイトルの「バルダーズ・ゲート」とは、その地域にある大都市の名称。
ゲームルールは、アドバンスト・ダンジョンズ&ドラゴンズ第2版（AD&D2）のものを、かなり忠実に再現している。ただし、CRPG向けに一部アレンジはされている。
本作は、ゲームエンジンとしてInfinity Engineを使用した最初のゲームで、このエンジンは後に『Icewind Daleシリーズ』や『Planescape: Torment』など、同じくD&Dのコンピュータゲームにも使われている。
本作は批評家から高い評価を受け、1999年には拡張パック『Baldur's Gate: Tales of the Sword Coast』が発売された。2000年には続編『Baldur's Gate II: Shadows of Amn』が発売され、2001年には続編の拡張パック『Baldur's Gate II: Throne of Bhaal』が発売された。
スピンオフとして、アクションRPGの『Baldur's Gate: Dark Alliance』（2001年）、『Baldur's Gate: Dark Alliance II』（2004年）も製作された。2012年には、本作に追加要素を加えたリマスター版『Baldur's Gate: Enhanced Edition』が発売され、2013年には同様の『Baldur's Gate II: Enhanced Edition』が発売された。2016年には、『BGEE』の拡張パック『Baldur's Gate: Siege of Dragonspear』が発売された。
2023年には、ナンバリングとして『BG2ToB』以来、20年以上空けての続編『Baldur's Gate III』が、Larian Studiosにより開発・発売された。

## ゲーム内容
プレイヤーはクォータービューでゲームを進め、キャラクターを作成し、プリレンダされたロケーションを旅しながら、クエストを受けたり、仲間を募って助けたり、敵と戦ったりしながら、ゲームのメインストーリーのクリアを目指す。ユーザインタフェイス（UI）により、プレイヤーはキャラクターを動かしてアクションをしたり、進行中のクエストやパーティ内のキャラクターの統計情報を確認したり、インベントリを管理したり、パーティー編成をしたりすることができるが、画面は操作キャラを中心に表示する必要はなく、マウスやキーボードで移動させることができ、後者はキーボードショートカットにより様々なオプションにアクセスできる。ゲームプレイのメカニクスは全てAD&D2のロールプレイング・ルールに準拠するようにコード化されており、統計情報の追跡やダイスの出目など、複雑なルールはゲームが自動的に計算するようになっている。ゲームはリアルタイムで行われるが、ルールセットの一部の要素は一時停止可能なリアルタイムモードを搭載できるように修正された。これによってプレイヤーはいつでも一時停止することができ、キャラクターがどのような行動を取るかを準備することができるようになり、戦闘中にあらかじめ設定された地点で自動的に一時停止するように設定することもできる。
新たにプレイする度、プレイヤーは新しいキャラクターを作成するか、以前のプレイからエクスポートしたキャラクターをインポートすることができる。新しいキャラクターを作成する場合、プレイヤーは名前、性別、種族、クラス、善/悪や秩序/混沌(および中立)のアライメントを決定し、能力値と武器熟練度を決定する必要がある。新キャラクターはマルチクラスにすることができるが、第2版のルールに従ってその制限を守らなければならない。
メインストーリーは8つのパートに分かれており、プロローグと7つのチャプターがある。各セクションを進めるには特定のタスクをクリアする必要がある。マップの一部のエリアは特定のチャプターに進まないとアクセスできない。プレイヤーは最大5人の仲間をパーティに入れて旅をすることができ、誰をパーティから勧誘するか解雇するかはプレイヤーが自由に決めることができる。
本作には、プレイヤー・キャラクターと一緒に行動できる20人以上のプレイヤー・コンパニオンが登場する。登場するキャラの中には、ドリッズト・ドゥアーデンやエルミンスターなど、フォーゴトン・レルムの公式キャンペーン・セッティングで正典となっているキャラが何人か含まれている。
その他ゲームプレイに関連する要素
- いくつか制限はあるが、作成後にキャラクターをカスタマイズできる。
- 各キャラクターが使用する原色とマイナーカラーを変更できる。
- ゲームのAIのon/offや、キャラクターが使用するスクリプトを変更できる。
- マップ上の場所は最初隠されているが、キャラが移動するにつれて明らかになる。戦場の霧効果により、プレイヤーキャラが遠ざかると、探索した場所が隠される。
- プレイヤーキャラの行動に基づく評価により、様々な影響がある。評価が高いと、店での買値が下がり、悪の仲間は離れ、攻撃してくることさえある。評価が低いと、店での買値が上がり、善や中立の仲間は離れ、街で襲われることもある。サイドクエストの中には、開始時に最低限の評判が必要なものもある。また、NPCによってはアライメントやプレイヤーの評判によって否定的、肯定的な反応を示すこともある。
- 照明の変化や起きている活動によって、ゲーム内の時間を把握することができる。キャラクターはゲーム内で1日過ごすと、特にワールドマップのロケーション間を長距離移動すると疲労し、回復するために宿屋で休んだり、田舎やダンジョン内でキャンプしたりしなければならない。
- キャンプやワールドマップ間の長距離移動中に待ち伏せされることもある[13]。
- プレイヤーはシングルプレイモードでもマルチプレイモードでもプレイできる。後者では、最大6人のプレイヤーが自分の作成したキャラクターを使ってオンラインで協力することができる[注 4]。

## ストーリー
本作は、超越神エイオーの怒りにより神々のほとんどが定命の者に落とされた上、殺し合いによって一部の神が命を落とした「災厄の時」と呼ばれる出来事の10年後、デイル歴（DR）1368年から始まる。
バルダーズ・ゲートの南西にある"図書館要塞"キャンドルキープ。賢者ゴライオンによって育てられた孤児（主人公）は、ある日ゴライオンから何の説明もなく、ここを離れる準備をするよう指示される。その夜、鎧をまとった謎の人物とその仲間に襲撃され、ゴライオンは主人公を逃がすために戦った末、命を落とす。
翌朝、主人公はキャンドルキープの孤児仲間であり、自分を密かに追っていた幼馴染のイモエンと出会う。ゴライオンの庇護を失った主人公は、キャンドルキープに戻ることも出来なくなる。ゴライオンからもしもの時に頼るよう言われたジャヘイラとカリード夫妻など、様々な仲間と出会いながら、鉄を巡る危機や、謎の傭兵組「鉄の玉座」の暗躍、バルダーズ・ゲートと南の商業王国オームーとの緊張など、様々な出来事に関わっていく。やがて、その裏にある大きな陰謀と自身にも関わる真実を知ることになる。

## 開発
『Baldur's Gate』(以下『BG』)は、カナダのゲーム会社バイオウェアにより、1995年に開発が開始された。バイオウェアの処女作はメカシミュレーションの『Shattered Steel』だったが、創業者やスタッフは、TRPGとCRPGの両方に親しんでおり、次回作は大作RPGが作りたいと考えていた。Interplayが"探索的開発"に資金を提供した時、バイオウェアはパブリッシャーに『Battleground: Infinity』と呼ばれるデモを提示した。Interplayは、Strategic Simulations社から取得したD&Dのライセンスには、デモされたゲームエンジンが適していると提案した。その結果、『Infinity』はD&Dのルールセットに沿って作り直された。バイオウェア設立者の一人レイ・ミュジカによると、ヘッド・プログラマは設定に没頭するため、短編やペーパーバックを含む、全てのフォーゴトン・レルム作品を読んだという。このゲームには90人年が必要であり、それはゲームのコンテンツとBioWare Infinity Engineの作成に同時に費やされた。主要なスクリプトエンジン（主にデバッグツールとして使用）はLuaだった。グラフィックスにはDirectDrawを使用した。『Wasteland』は『BG』に大きな影響を与えたとされる。特に「目標を達成するために複数の手段を用意する」という思想に影響を与えた。
当時としては珍しく、グラフィックはタイルから構築されたものではなく、それぞれの背景は個別にレンダリングされたものであり、ゲーム制作に必要な時間は大幅に延長された。 ゲームのリリース時点で、60人のメンバーのうち、創業者を除きゲーム制作にフルタイムで参加したことのある者はいなかった。時間的なプレッシャーから、シンプルなエリアとゲームデザインが採用された。ミュジカによれば、チームは「情熱と芸術への愛を持ち、協力的なデザイン精神を育んだ」という。彼は、このゲームが成功したのはInterplayとのコラボレーションのおかげだと考えている。。
ライターのクリストジャンソンによると、イモエンのキャラクターは後で追加されたものだという。彼によると、未使用のデモからPiqueという衛兵キャラクターのボイスオーバーを編集してイモエンのセリフを組み立てたそうで、ゲーム中、彼女のボイス付きセリフや他のパーティメンバーとの単独でのやりとりがないのは、予算の制約によるものだと説明している。イモエンの顔は、チームメンバーであるディーン・アンダーソンの妻が基になっている。

『BG』はInterplayの社内部門であるBlack Isle Studiosから、1998年12月21日に発売された。マーク・ダラーによると、どのようなコンパイルのターゲットを設定してもクラッシュしたため、なんとデバッグモードで出荷されたという。

## 売上
ファーガス・アークハートによれば、Interplayの『BG』の商業的予測は"非常に低い"ものだった。彼によれば、英国のパブリッシャでは、同地域の売上はゼロと予測したという。PC Player誌のウド・ホフマンが報告したように、ドイツ市場の総売上予測は「50000本以下」であった。バイオウェア社内の世界販売目標は20万本で、この数字はPC Zone誌のデイヴ・ウッズが「続編の制作を正当化できる」と述べた数字である。しかし、『BG』は予想外の商業的ヒットとなった。レイ・ミュジカはこの成功の一因として、D&Dのライセンスと、開発中にファンのフィードバックを利用するというチームの決断を挙げ、それがゲームの大衆市場への訴求力を高めたためとしている。
CNET Gamecenterのマーク・アッシャーによると、12月21日の小売業者への出荷後、『BG』は"驚異的な速さ"で売れ始めた。 彼は当時、「初回生産分の5万本は即完売し、Interplayのエルフ達はより多くのゲームを店頭に並べるために懸命に働いている」と書いた。  同タイトルは、1999年1月2日のPC Data誌のコンピュータゲーム販売週末ランキングで、全米3位を獲得した。1998年末までに国内で55071本を売り上げ、売上は256万ドルに達した。2周目には、『BG』は全米2位に浮上した。 国際的には、1999年1月前半にドイツ市場向けのMedia Controlのコンピュータゲームチャートで1位を獲得し、2週目にはChart-Trackのイギリス市場向けの同等チャートで1位を獲得した。Interplayによれば、『BG』はカナダとフランスでもチャート1位を獲得した。全世界での売上は1999年1月中旬までに175000本に達し、これはロサンゼルス・タイムズ紙が「Interplay史上最速の売上」と報じたほどである。この業績は同社の株価上昇につながった。
米国では『BG』はPC Dataの週間トップ3に1月10日から2月6日までランクインし続けた。1月の売上1位となり、同月の販売数は80,500本、売上は360万ドル、ほぼ1月中は供給不足が続いた。同様にMedia Controlでも1月の1位となり、3週目は英国でも1位となった。その後、『BG』はドイツで2月の4位、米国では3位を獲得し、米国では2月7日から3月6日まで週間トップ10にランクインした2月中旬までに、Gamecenterは『BG』の売上が45万本と報告し、マーク・アッシャーはこれを「『DESCENT』以来、Interplay最大のヒット作」と称し、RPGは商業的に低迷しているという通説に反論した。全世界での売上は同月末までに50万本を超えた。こうした数字にもかかわらず、Interplayは1998年第4四半期に1600万ドル、年間では2800万ドルの赤字を計上した。同社会長ブライアン・ファーゴは、この赤字の一因を『BG』に求めており、「1998年末まで出荷されなかったため、四半期の出荷量は予想の約半分にまで減少した」と語っている。
『BG』は3月27日の週末までPC Dataのウィークリートップ10を維持したが、それ以降はランク外となった。その後、3月は7位となり、4月には米国の月間トップ20から姿を消した。しかし、4月には13週ぶりにChart-Trackで英国のトップ20に入り、3月、4月、5月の下半期にはMedia Controlのトップ10とトップ20に入った。ドイツ市場における『BG』の発売後数ヶ月間の販売本数は9万本に達し、この地域としては成功を収めた。1999年5月末には、ドイツ、オーストリア、スイスで10万本以上のセールスを記録したとして、Verband der Unterhaltungssoftware Deutschland（VUD）から「Gold」賞を受賞した。米国で拡張パック『Tales of the Sword Coast』リリースと同時に、『バルダーズ・ゲート』は5月の1週間、PC Dataのトップ10に返り咲いた。以後、5月から8月まで月間トップ20の常連となった。
Interplayによると、『BG』の全世界での売上は6月までに70万本近くに達し、1999年上半期には『シムシティ3000』に次いで、米国で2番目に売れたコンピュータ・ゲームとなった。9月の時点で30万本以上を売り上げ、1999年だけで1500万ドルの収益を上げた。PC Accelerator誌のライターは、この成功について「パブリッシャのInterplayからは、ほとんど聞こえるような安堵のため息が漏れた」と述べている。 1999年11月までに、『BG』は全世界でおよそ100万本を売り上げた。 米国では1999年の総販売本数は356448本で、その年の9位を記録した。 売上は1570万ドルで、1999年に国内で7番目に高い売上を記録したコンピュータ・ゲームである。
2000年に入ってもセールスは続き、3月にはアメリカでの販売本数が50万本を突破、GameSpotのDesslockはこのタイトルを「文句なしの商業的大ヒット」と評した。米国での販売本数は2001年4月までに60万本に達し、同年の5月には全世界での売上が150万本に達した。2001年2月から11月の第1週までに、米国内だけで83208本を売り上げ、2003年初頭までに全世界で220万本を突破した。2015年までに『BG』は約280万本を売り上げた。

## 評価
『BG』は、レビューを行ったほぼすべての主要なコンピュータゲームメディアから好意的な評価を受けた。発売当時、PC Gamer USは『BG』を「現在入手可能なあらゆるRPGの頂点に君臨し、今後発売されるRPGの新たな基準を打ち立てた」と評した。 Computer Shopper誌は「PCのスクリーンを飾ったAD&Dゲームの中で明らかに最高の作品」と評した。 Maximum PC誌はゲームプレイをDiabloと比較したが、より豊富な機能とオプションに注目した。ピクセルベースのキャラクターは酷評されたが、レビュアーは「華麗にレンダリングされた背景がその欠点を補っている」と述べている。主な批判は、NPCの経路探索アルゴリズムの問題であった。にもかかわらず、このゲームが「即席の名作」と評価されたのは、カスタマイズの幅の広さ、「流れるようなストーリーライン」、リプレイ性の高さによるものとした。ピラミッド誌のレビュアーは、ゲームの開発を取り巻く「基本的な話題はポジティブ」であると感じていた。実際の結果はまちまちだが、Infinity Engineの搭載により「将来への期待は大きい」とした。
『BG』は、第2回Interactive Achievement Awardsにおいて、Academy of Interactive Arts & Sciencesより「PC Role-Playing Game of the Year」を受賞した。 また、Academy of Adventure Gaming Arts & Design、Computer Gaming World、Game Developers Conference、Computer Games Strategy Plus、IGN、 CNET Gamecenter、The Electric Playground、RPG Vault、 PC Gamer US、GameSpotからもコンピュータロールプレイングゲーム賞を受賞した。また、IGN、Computer Games、RPG Vaultは総合的な「ゲーム・オブ・ザ・イヤー」賞を贈った。 Computer Gamesの編集者は『BG』について「コンピュータ・ゲームに求められるもの全てを提供する」と書いている。
『BG』は、コミック・ブック・リソーシズの2020年版 "10 Of The Best DnD Stories To Start Off With "の3位にランクインした。記事によれば、「ソード・コーストについての洞察を与えるだけでなく、このゲームでは、キャラクターがパーティに勧誘できる多様なキャラクターが用意されている。このキャラクターのキャストは、興味深いプレイヤー・キャラクターを作るための素晴らしいインスピレーションの源となる」と述べている。

## その後
IGNによれば、『BG』はロールプレイング・ビデオゲームというジャンルを復活させるのに大いに貢献したという。 Gamasutraでジョン・ハリスは「コンピュータD&Dをクズ籠から救い出した」と書いている。 GameSpyは、『BG』はCRPGを"独力で"復活させた"勝利"であり、「ゲーマーにInterplayの『Descent to Undermountain』を許しそうにさせた」と述べている。IGNは2014年、「歴代D&Dゲーム・トップ11」の第5位に『BG』をランクインさせた。PC Gamer誌のフィル・サヴェージは、タイトルの都市についてバイオウェアのレベルデザインを賞賛し、「バルダーズ・ゲートは広大で、エキサイティングで、そして危険な都市として感じられる」と述べた。
『BG』は『Baldur's Gateシリーズ』の最初のゲームである。その後、拡張パック『Tales of the Sword Coast（『BGTotSC』）』（1999年）、続編『Baldur's Gate II: Shadows of Amn（『BG2』）』（2000年）とその拡張パック『Throne of Bhaal（『BG2ToB』）』（2001年）が発売された。2006年時点での、シリーズ作品の総売上は約500万本である。このシリーズはAD&Dルールを使用した他のゲーム、特にバイオウェアとBlack Isle Studiosが開発したゲームの標準となった。『Planescape: Torment(『P:T』)』（1999年）、『Icewind Dale(『ID』)』（2000年）、『Icewind Dale II(『ID2』)』（2002年）等である。フィリップ・アサンスの小説『Baldur's Gate』（1999年）は、このゲームを題材にしている。
『BG』は2000年に拡張版『BGTotSC』と共に『Baldur's Gate Double Pack』として再リリースされ、2002年には『Baldur's Gate: The Original Saga』というタイトルの3枚組CDコレクションとして再びリリースされた。2002年には、『BG』と『BGTotSC』が、『ID』と拡張版の『Icewind Dale: Heart of Winter(『ID:HoW』)』、『P:T』と共に『Black Isle Compilation』として発売された。2004年には、これに『BG2』と『BG2ToB』、『Icewind Dale II』を加え、コンピレーション第2弾として再リリースされた。アタリはDVDとCDの組み合わせで、『BG1・2』と拡張版全てを含む『Baldur's Gate 4 in 1 Boxset』を発売した。
『BG』とその拡張版は、2010年9月23日にGood Old Games（後のGOG.com）でデジタルリリースされた。また、D&Dアンソロジーの一部として、GameStopアプリからも購入できるようになった。The Master Collectionには、拡張版『BGTotSC』、『BG2』と拡張版『BG2ToB』、『ID』と拡張版『ID:HoW』、さらに『ID:HoW』の拡張版『Icewind Dale: Trials of the Luremaster』、『ID2』、『P:T』、『The Temple of Elemental Evil』などがある。
2012年に『Baldur's Gate: Enhanced Edition（『BG:EE』）』と題されたリマスター版が、Overhaul Gamesによって製作された。このゲームは、Microsoft Windows、iOS、Mac OS X、Android、Linux向けにリリースされた。
Skybound Entertainmentの一部門であるSkybound Gamesは、2019年に『BG:EE』をPlayStation 4、Xbox One、Nintendo Switchで発売した。